# ماكسيميليان فون فايخس
البارون ماكسيميليان ماريا جوزيف كارل غابرييل امورال فون نوفمبر 1881- 27 سبتمبر 1954) جنرال ألماني في الحرب العالمية الثانية وأحد المستلمين لوسام الفارس الصليبي الحديد مع أوراق البلوط . يمنح الوسام للاعتراف المدقع بالشجاعة في المعركة أو القيادة العسكرية الناجحة.
ولد فخس في عائلة نبيلة في ديساو في أنهالت، وهو ابن عقيد في الجيش. خاض الحرب العالمية الأولى في الفترة من 1915 حتى 1918 وخدم مع هيئة الأركان العامة للجيش البافاري فيلق 3. بعد الحرب بقي هو في ريخفيهرر التي أنشئت حديثا حيث عمل في عدد من الوظائف العامة وعمل بعد ذلك مدرسا.

## الحرب العالمية الثانية
عند اجتياح ألمانيا لبولندا بداية الحرب العالمية الثانية في عام 1939، تم تعيينه رئيسا للفيلق الخاص باسمه «فخس». بعد استسلام بولندا، وتمهيدا ل غزو فرنسا، كان القائد العام للقوات المسلحة الفيرماخت للجيش الثاني، وهو جزء من مجموعة جيش A في الغرب. لنجاحاته في الحملة الفرنسية حصل وسام فارس الصليبي ورقي إلى عقيد عام. شارك بعد ذلك في حملة البلقان، واستعدادا لعملية بربروسا، وغزو ألمانيا للاتحاد السوفييتي، تم تعيينه لقيادة الجيش 2 كجزء من مركز فريق جيش فيدور فون بوك. قاد الجيش الثاني في عام 1941 في معركة كييف، معركة سمولينسك.

## روابط خارجية
- ماكسيميليان فون فايخس على موقع مونزينجر (الألمانية)